# Shaun, a bárány – A film
A Shaun, a bárány – A film (eredeti cím:Shaun the Sheep Movie) egy 2015-ös brit-francia gyurmafilm, amit az Aardman Animations és HiT Entertainment készített a Shaun, a bárány című sorozatuk alapján. A filmet Mark Burton és Richard Starzak rendezte a saját maguk által írt forgatókönyből, a zenét Ilan Eshkeri szerezte. A filmben – a sorozathoz hasonlóan – nem beszélnek rendesen a karakterek, hanem halandzsanyelven szólalnak meg.
Először a Sundance Filmfesztiválon mutatták be 2015. január 24-én, majd utána az Egyesült Királyságban 2015. február 6-án, Franciaországban 2015. április 1-jén, Magyarországon pedig 2015. február 26-án mutatták be a mozikban.
A filmet jelölték az Oscaron, a BAFTA-n és a Golden Globe-on is a legjobb animációs film kategóriájában.

## Cselekmény
Shaun, a bárány a Moszatvég tanyán lakik a Gazdával, a Bitzer nevű juhászkutyával és számos báránytársával. Egy idő után viszont megunja az egyhangú napokat, ezért a Gazdát egy lakókocsiba zárja, hogy addig a bárányokkal nyugodtan szórakozzanak. Ám a lakókocsi elkezd gurulni, egészen be a nagyvárosba. Shaun, Bitzer és a bárányok útnak indulnak a nagyvárosba, hogy visszahozzák az időközben amnéziássá vált és magát fodrásznak képzelő Gazdát, amiben segítségükre lesz egy Slip nevű koborkutya; közben viszont egy Trumper nevű sintér is a nyomukba ered.

## Szereplők

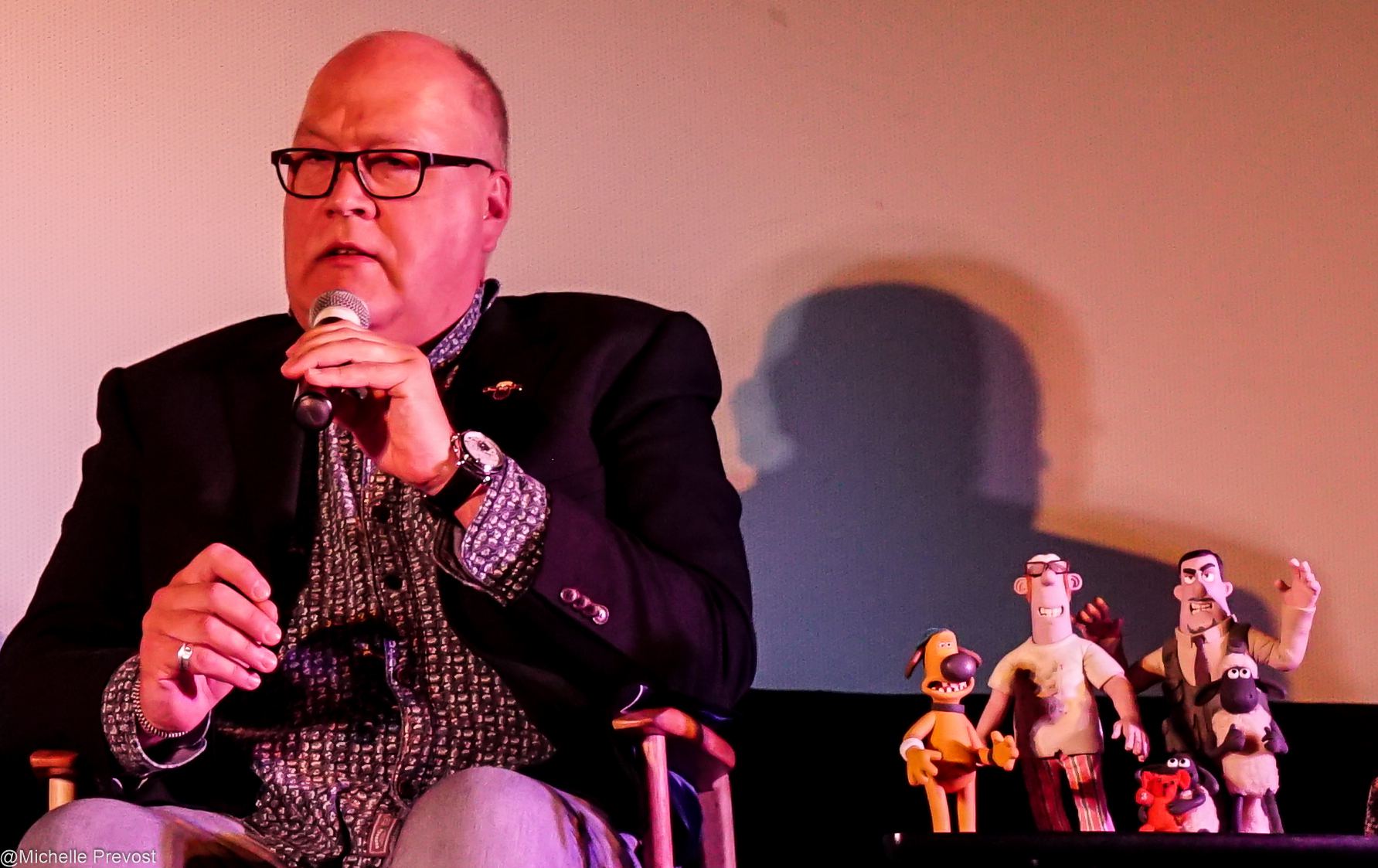
A film társrendezője és társírója, Richard Starzak, valamint jobb oldalon a film karakterei.

| Szereplő                 | Eredeti hang    | Faj    |
| ------------------------ | --------------- | ------ |
| Shaun                    | Justin Fletcher | bárány |
| Timmy                    | Justin Fletcher | bárány |
| Bitzer                   | John Sparkes    | kutya  |
| Gazda                    | John Sparkes    | ember  |
| Trumper                  | Omid Djalili    | ember  |
| Timmy mamája             | Kate Harbour    | bárány |
| Merly                    | Kate Harbour    | ember  |
| Shirley                  | Richard Webber  | bárány |
| Slip                     | Tim Hands       | kutya  |
| Bárányikrek              | Simon Greenall  | bárány |
| Hazel                    | Emma Tate       | bárány |
| Fiatal orvos             | Henry Burton    | ember  |
| Sintértelepi látogató    | Henry Burton    | ember  |
| Kórházi tanácsadó        | Dhimant Vyas    | ember  |
| Sintértelepi látogató    | Sophie Laughton | ember  |
| Operai bárány            | Nia Medi James  | bárány |
| Stylistok                | Sean Connolly   | ember  |
| Pincér                   | Sean Connolly   | ember  |
| Golfozó                  | Sean Connolly   | ember  |
| Dühös pantomimes ló      | Sean Connolly   | ló     |
| Kórházi karakterek       | Sean Connolly   | ember  |
| Buszpályaudvar bemondója | Stanley Unwin   | ember  |
| Kórházi bemondó          | Stanley Unwin   | ember  |
| Nuts                     | Andy Nyman      | bárány |
| Hajproblémás celeb       | Jack Paulson    | ember  |
| Nick Park                | Nick Park       | ember  |

## Filmzene
A filmhivatalos zenei CD-jét 2015. június 29-én adták ki, de már 2015. június 1-jén elérhető volt digitálisan is. A "Feels Like Summer" című számot Tim Wheeler (az Ash rockzenekarból), Ilan Eshkeri és Nick Hodgson készítette közösen, a többi zene nagy részét pedig Ilan Eshkeri készítette.
| Sz. | Cím                                                           | Szerző                                | Hossz |
| --- | ------------------------------------------------------------- | ------------------------------------- | ----- |
| 1.  | "Feels Like Summer"                                           | Tim Wheeler                           | 3:00  |
| 2.  | "Humdrum Day"                                                 | Ilan Eshkeri                          | 2:31  |
| 3.  | "Shaun's Plan"                                                | Ilan Eshkeri                          | 2:01  |
| 4.  | "You"re Mine"                                                 | Chad Hobson, Lucille Findlay          | 3:40  |
| 5.  | "Shaun's Farm House Party"                                    | Ilan Eshkeri                          | 1:18  |
| 6.  | "Runaway Caravan"                                             | Ilan Eshkeri                          | 3:19  |
| 7.  | "Anarchy on the Farm"                                         | Ilan Eshkeri                          | 1:17  |
| 8.  | "Shaun's Mission"                                             | Ilan Eshkeri                          | 1:23  |
| 9.  | "Doctor Bitzer"                                               | Ilan Eshkeri                          | 2:09  |
| 10. | "Trumper"                                                     | Ilan Eshkeri                          | 1:33  |
| 11. | "Big City"                                                    | Eliza Doolittle                       | 3:19  |
| 12. | "Le Chou Brulé"                                               | Sally Hearth                          | 0:54  |
| 13. | "Gaol House Blues"                                            | Ilan Eshkeri                          | 1:12  |
| 14. | "Beauty Parade"                                               | Ilan Eshkeri                          | 1:50  |
| 15. | "Gaol Break"                                                  | Ilan Eshkeri                          | 2:53  |
| 16. | "Finding the Farmer"                                          | Ilan Eshkeri                          | 2:41  |
| 17. | "Building the Horse"                                          | Ilan Eshkeri                          | 2:04  |
| 18. | "Feels Like Summer"                                           | The Baa Baa Shop Quintet              | 1:44  |
| 19. | "Trumper on the Scent"                                        | Ilan Eshkeri                          | 1:01  |
| 20. | "Got to Sleep Counting Sheep"                                 | Ilan Eshkeri                          | 1:44  |
| 21. | "Panto Horse Chase"                                           | Ilan Eshkeri                          | 1:44  |
| 22. | "Caravan Ride Home"                                           | Ilan Eshkeri                          | 1:34  |
| 23. | "Showdown at the Quarry"                                      | Ilan Eshkeri                          | 4:38  |
| 24. | "Goodbye Slip"                                                | Ilan Eshkeri                          | 1:00  |
| 25. | "Feels Like Summer – (Instrumental)"                          | Tim Wheeler                           | 1:50  |
| 26. | "Life's a Treat (Shaun the Sheep Theme) – (Rizzle Kicks mix)" | Mark Thomas, Vic Reeves, Rizzle Kicks | 2:41  |